# Zenit (satélite)

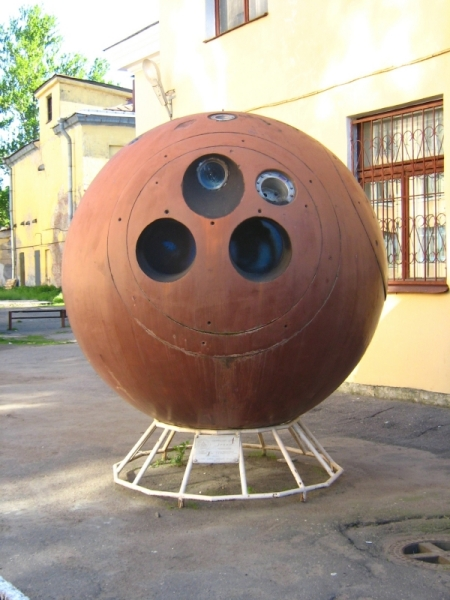
Cápsula de reentrada Zenit, exibindo as escotilhas das câmeras.

Zenit (8A92), em russo Зени́т que significa Zênite, 
foi a designação de uma série de satélites espiões, lançados pela União Soviética entre 1961 e 1994. 
Para camuflar sua real finalidade, todos os seus voos foram identificados aos meios de comunicação como satélites da família Kosmos.
Durante um período de trinta e três anos, mais de quinhentos desses satélites foram lançados, fazendo dele, o tipo de satélite mais numeroso na história dos voos espaciais.

## A plataforma
A capsula Zenit, pode ser considerada na realidade, uma plataforma de satélites desenvolvida e lançada pela União Soviética a partir da plataforma da espaçonave Vostok. Esta plataforma destinava-se especificamente à satélites de reconhecimento (satélites espiões).
A plataforma, era constituída por uma capsula esférica com 2,3 m de diâmetro e pesando 2.400 kg, contendo o sistema de câmeras, o sistema de recuperação com paraquedas e uma carga de autodestruição, e um módulo de serviço cônico de cerca de 2,5 m de altura e 2,4 m de diâmetro, contendo as baterias, equipamento eletrônico, sistema de orientação e um motor de foguete a combustível líquido usado para desacelerar o conjunto para a reentrada. Dependendo da configuração, o peso total do conjunto variava entre 4.600 e 6.300 kg.
Diferente do seu equivalente Norte americano, Corona, os satélites da plataforma Zenit, carregavam em sua cápsula as câmeras e os filmes, mantendo-os num ambiente pressurizado e com temperatura controlada. Isso simplificava o projeto e a construção do sistema de câmeras permitindo que elas fossem reutilizadas, mas aumentava o peso do satélite de forma considerável.

## O voo
Os primeiros satélites Zenit, foram lançados por foguetes Vostok. A medida que o projeto evoluía, eles passaram a ser lançados por foguetes Voskhod e mais tarde por foguetes Soyuz. Os primeiros foram lançados a partir do Cosmódromo de Baikonur, os seguintes foram lançados do Cosmódromo de Plesetsk.
A maioria dos satélites Zenit voava numa órbita ligeiramente elíptica com perigeu de cerca de 200 km e apogeu entre 250 e 350 km; cada missão durava entre 8 e 15 dias.

## Histórico
Em 1956, um decreto secreto do governo Soviético, autorizou o desenvolvimento do "Objeto D", que acabou sendo usado na missão Sputnik III (o Sputnik I foi uma simplificação derivada dele). O texto do decreto permanece secreto, mas aparentemente autorizou o desenvolvimento de um outro programa em paralelo, o "Objeto OD-1" para ser usado em missões de foto reconhecimento terrestre a partir do espaço.
Em 1957, foram definidas as primeiras características do que viria a ser a plataforma Zenit 2.
Em 1958, foram definidas as características finais da plataforma Zenit e o uso do foguete Vostok como veículo lançador.
Em 1959, a plataforma Zenit evoluiu para o formato do que viriam a ser as plataformas Zenit 2 e Zenit 4, baseadas na plataforma da espaçonave tripulada Vostok, tendo sido autorizada a produção das capsulas que iriam atender tanto aos voos tripulados quanto os satélites de reconhecimento para uso militar.

## Variantes

### Zenit 2[2]
- A Zenit 2, foi a primeira variante dessa plataforma a ser lançada em 1961 (não existiu uma variante denominada Zenit 1).
- A distribuição das câmeras variava, mas na maioria das missões, eram 4 câmeras de 1.000 mm de ajuste focal e mais uma de 200 mm.
- A câmera menor, tinha como objetivo fornecer uma visão de contexto sobre as imagens de alta resolução.
- Cada câmera suportava 1.500 fotos, e partindo 200 km de altitude, e cada foto exibia uma área de 60 km2.
- A resolução das imagens em terra chegava a 10-15 m, apesar de algumas fontes não oficiais afirmarem que era bem melhor.
- As câmeras eram desenvolvidas na Fábrica de Mecânica Ótica em Krasnogorsk, perto de Moscou. Curiosamente, era lá também que eram fabricadas as câmeras Zenit SLR, muito populares na época.
- Pesando 4.800 kg, essa plataforma, carregava equipamentos que poderiam ser usados tanto para enviar quanto para receber sinais de radares.

Foram 81 lançamentos da Zenit 2, sendo: 58 bem sucedidos, 11 sucessos parciais e 12 falhas (5 por falhas no satélite e 7 por falhas no veículo lançador).
Primeiro voo – Kosmos 4, 1962. Último voo – Kosmos 344, 1970.

### Zenit 2M[3]
Melhorias nessa variante, incluíram: um novo sistema de câmeras e a adição de painéis solares. Como a massa total da plataforma aumentou para 6.300 kg, o veículo Vostok foi substituído pelo Voskhod e depois pelo Soyuz.
Primeiro voo – Kosmos 208, 1968. Último voo – Kosmos 1044, 1978.

### Zenit 4[4]
- Sobre esta variante, são poucas as informações disponíveis. A Zenit 4 tinha como objetivo fotografias de muito mais alta resolução, e para isso, usava uma câmera de 3.000 mm de ajuste focal e como na anterior, uma câmera de baixa resolução de 200 mm.
- Devido à sua capacidade focal, o tamanho da câmera principal era maior que o diâmetro da capsula, por isso a câmera fazia uso de um espelho para captar as imagens.
- A resolução das imagens em terra nunca foi divulgada, mas acredita-se que fosse de 1-2 m.

Sendo a massa total da plataforma Zenit 4 de 6.300 kg (1.500 kg a mais que a Zenit 2), o veículo lançador utilizado foi o Voshod.
Um provável total de 76 lançamentos da plataforma Zenit 4 foram efetuados.
Primeiro voo – Kosmos 22, 1963. Último voo – Kosmos 355, 1970.

### Zenit 4M[5]
Uma versão melhorada da anterior, a Zenit 4M levava uma nova câmera, painéis solares e um motor com capacidade de múltiplos acionamentos, permitindo que a órbita do satélite fosse alterada durante o curso da missão que em geral durava 13 dias.
Primeiro voo – Kosmos 251, 1968. Último voo – Kosmos 667, 1974.

### Zenit 4MK / Zenit 4MKM[6]
- Estas podem ter sido versões destinadas especificamente à missões em órbitas mais baixas para melhorar ainda mais a resolução das imagens.
- Algumas fontes dizem que elas incluíam dispositivos para compensar o maior arrasto aerodinâmico e para suportar os efeitos do aquecimento.

Primeiro voo – Kosmos 371, 1970. Último voo – Kosmos 1214, 1980

### Zenit 4MT[7]
- Na Zenit 4MT, o "T" nesse caso, identificava uma versão da Zenit 4M, especialmente desenvolvida para fotografias topográficas.
- Ela carregava uma câmera topográfica SA-106, um altímetro à laser e um equipamento Doppler.

Primeiro voo – Kosmos 470, 1971. Último voo – Kosmos 1398, 1982.

### Zenit 6U[8]
- Um modelo Universal da plataforma Zenit, visando atender missões de observação em três níveis de órbita: baixa, alta e muito alta.
- Todos os 96 lançamentos desse modelo, fizeram uso de foguetes da família Soyuz.

Primeiro voo – Kosmos 867, 1976. Último voo – Kosmos 1685, 1985.

### Zenit 8[9]
- Esta versão era destinada à fotografias cartográficas para uso militar.
- Usavam o veículo lançador Soyuz, disparados de Baikonur e Plesetsk.
- As missões dessa versão, tinham a duração de 15 dias.
- Satélites similares usaram a designação "Resurs".

Primeiro voo – Kosmos 1571, 1984. Último voo – Kosmos 2281, 1994 (o último voo da plataforma Zenit).

## Final
Depois do encerramento do programa, um Zenit 8 extra foi lançado como carga útil do voo de estréia do foguete Soyuz-2, como um DemoSat.
Esse satélite foi colocado numa trajetória suborbital, caindo de forma intencional no Oceano Pacífico pouco depois do lançamento.